# Liste de prix littéraires gastronomiques et culinaires
 (février 2015).
Les Prix littéraires gastronomiques et culinaires sont des récompenses françaises décernées dans le domaine des arts culinaires et arts de la table.

## Fonctionnement
Ces différents titres récompensent chacun à leur manière le meilleur ouvrage littéraire soulignant les savoir-faire gastronomiques et la culture alimentaire.
- Prix Végétaux d'Art Culinaire du Meilleur Livre sur la Cuisine et l'Art Culinaire organisé par le FILAF, Festival International du Livre d'Art et du Film, en association avec Maison Sales / Végétaux d'Art Culinaire
- Grand Prix de l’Académie nationale de cuisine
- Prix des Écrivains Gastronomes, créé par le Centre Méditerranéen de Littérature.
- Grand Prix de la presse du vin
- Grand Prix Eugénie Brazier
- Grand Prix Littéraire de Saint-Émilion Pomerol Fronsac
- Lauriers Verts de La Forêt des livres - Prix Millésime
- Marron Littéraire - Prix de l’Art de Vivre
- Prix 750gr
- Prix Apicius du salon Festin d'auteurs
- Prix Amunategui-Curnonsky de l'APCIG
- Prix Archestrate
- Prix des Étudiants de l'École Le Cordon Bleu
- Prix du Gourmet Breton[1]
- Prix du livre gourmand d’Antibes
- Prix littéraire Culture-Gastronomie
- Prix Jean-Charles Taugourdeau et Prix Jean Carmet de Saumur[2]
- Prix La Mazille et Mention Spéciale du Jury du Salon international du livre gourmand
- Prix Littéraire de la Commanderie des Gastronomes Ambassadeurs de Rungis[3]
- Prix Littéraire de la Gastronomie Antonin Carême
- Prix Livres en Vignes et Prix du clos de Vougeot
- Prix de la Paulée de Printemps
- Prix Montesquieu à Bordeaux[4]
- Prix Le Figaro du livre gourmand
- Prix Saint-Estèphe - Lire dans le vignoble[5]
- Prix Seb du livre de Cuisine[6]
- Gourmand World Cookbook Awards et Award Gourmand France